# Starojurjewo
Starojurjewo (ros. Староюрьево) – wieś (sieło) w Rosji, w obwodzie tambowskim, ośrodek administracyjny rejonu starojurjewskiego. W 2010 liczyła 6144 mieszkańców.